# Miguel Servet
Miguel Servet (także: Michał Serwet; ur. 29 września 1511 w Villanueva de Sigena, zm. 27 października 1553 w Genewie) – hiszpański teolog unitariański, astronom, prawnik, lekarz i humanista. Uważany za prekursora unitarianizmu. Jako pierwszy w Europie odkrył płucne krążenie krwi, pionier farmakologii i stosowania odkrytych później witamin, a także ojciec współczesnej etnografii. Znawca greki, łaciny i hebrajskiego.

## Dzieciństwo
Jako dziecko wykazywał wybitne uzdolnienia – w wieku 14 lat znał grekę, łacinę i hebrajski, w dodatku posiadał szeroką wiedzę z takich nauk jak filozofia, matematyka czy teologia.
Na jego kształtujący się światopogląd wpłynęła służba, którą jako nastolatek odbył u Juana de Quintany – spowiednika króla Hiszpanii, Karola V. Jako towarzysz Quintany w oficjalnych podróżach mógł na własne oczy ujrzeć, jak głębokie podziały religijne istniały w Hiszpanii, gdzie w tym czasie żydów i muzułmanów albo siłą nawracano na katolicyzm, albo ich wypędzano (Edykt z Alhambry).

## Studia
W wieku 16 lat zaczął studiować prawo na Uniwersytecie w Tuluzie we Francji. Właśnie na tej uczelni pierwszy raz zobaczył Biblię i chociaż jej czytanie było zabronione (przez kogo?) udało mu się ją potajemnie przeczytać. Możliwe, że przekładem, który czytał, była Poliglota kompluteńska, dzięki czemu mógł ją czytać w znanych mu językach oryginalnych – w grece i hebrajskim, razem z tłumaczeniem na język łaciński.

## Poglądy teologiczne
W wyniku analizy Pisma Świętego i – uważanego przez niego za powszechny – upadku moralnego hiszpańskiego duchowieństwa, zaczął tracić zaufanie do wiary katolickiej. Rozczarował się Kościołem łacińskim jeszcze bardziej, gdy, jako jeden z obecnych na uroczystości koronacji na cesarza Świętego Cesarstwa Rzymskiego Karola V, ujrzał jak nowy cesarz całuje stopy papieża Klemensa VII siedzącego na przenośnym tronie. W późniejszym czasie tak opisał to wydarzenie: „Na własne oczy widziałem, jak papież był niesiony na ramionach książąt, z wielkim przepychem, a tłumy na ulicach składały mu hołdy”. Servet uważał to za objaw pychy stojącej w sprzeczności z pokorą i prostotą o której mowa w Ewangeliach.
Po tym wydarzeniu postanowił zrezygnować ze służby u Quintany i zaczął samodzielnie poszukiwać prawdy. Uważał, że nauki Chrystusa nie były kierowane do teologów czy filozofów, lecz do ludzi prostych, niewykształconych, którzy mieli je rozumieć i wprowadzać w czyn. Postanowił więc badając Biblię w językach oryginalnych odrzucić wszelkie doktryny, które uzna za niezgodne z tą Księgą.
W wyniku swoich studiów doszedł do przekonania, że w ciągu trzech pierwszych stuleci naszej ery religia chrześcijańska została skażona. Za błędną uważał m.in. naukę o Trójcy, przyjętą, jak uważał, w wyniku wpływu cesarza Konstantyna i jego następców na chrześcijaństwo. Mając 20 lat, opublikował książkę De Trinitatis erroribus libri septem (O błędach Trójcy ksiąg siedmioro – w tym oraz innych dziełach konsekwentnie używał imienia Bożego w formie JHWH). Ściągnęła ona na niego uwagę inkwizycji. W swoim dziele Servet stwierdzał m.in.: „W Biblii nie ma żadnej wzmianki o Trójcy (...). Boga poznajemy przez Chrystusa, a nie przez nasze zarozumiałe koncepcje filozoficzne.” Uznawał dogmat o Trójcy za zagmatwany, którego Biblia nie popiera „nawet jedną sylabą”. Chrystusa uważał za drogę, pośrednika umożliwiającego poznanie Boga. Servet postanowił także odrzucić kult obrazów jako niebiblijny. Przewidywał, że paruzja nastąpi jeszcze za jego życia.
W roku 1542 w Lyonie wydał łaciński przekład Pisma Świętego opracowany przez Santesa Pagnino (Biblia sacra ex Santes Pagnini tralatione, hebraist). Został on zredagowany przez Delaporte a wydrukowany przez Gaspara Trechsela. Servet przedmowę do swojego wydania podpisał jako Michel de Villeneuve.
Choć poglądy Serveta znalazły zwolenników, jak na przykład protestancki reformator Sebastian Franck czy Szymon Budny, to jednak zostały odrzucone przez większość teologów, zarówno ze strony protestantów, jak i katolików. Sam Servet, mówiąc o katolikach i protestantach, stwierdził: „Ani się nie zgadzam we wszystkim, ani się nie sprzeciwiam jednej czy drugiej stronie. Wydaje mi się bowiem, że wszyscy mają trochę racji, i trochę się mylą, ale każda ze stron zauważa błędy u drugiej, nie widzi ich natomiast u siebie”. Jednak jako reformator religijny i twórca doktryny odrzucającej trynitaryzm ściągnął na siebie nienawiść ortodoksji kalwińskiej i katolickiej.

## Osiągnięcia medyczne
Wkrótce aby skryć się przed prześladowcami musiał przenieść się do Paryża. Uzyskał tam tytuł magistra sztuk i stopień doktora medycyny. Jego zainteresowanie nauką i chęć dokładniejszego poznania działania organizmu ludzkiego skłoniła go do przeprowadzania sekcji zwłok. Dzięki zdobytej w ten sposób wiedzy, jako pierwszy Europejczyk opisał krążenie płucne krwi.
Kolejnym osiągnięciem Serveta w dziedzinie medycyny był jego traktat o syropach (Syruporum universa ratio ad Galeni censuram diligenter expolita), w którym zaprezentował on, jak na ówczesne czasy, nowatorskie i rozsądne podejście do medycyny. Zawarta w tym dziele rozległa wiedza uczyniła go prekursorem farmakologii i stosowania, odkrytych później, witamin.

## Prace geograficzne i etnograficzne
Servet zajął się też opracowaniem na nowo Geografii Ptolemeusza. Sukces tego nowego wydania był tak wielki, że Servet bywa nazywany ojcem etnografii i porównawczych badań geograficznych. Podczas późniejszego procesu w Genewie, zarzucono mu opisanie Palestyny jako ziemi słabo uprawianej i jałowej. Servet odpierał te zarzuty, stwierdzając że opisywał Palestynę dzisiejszą, a nie z czasów Mojżesza, gdy była krainą niezwykle urodzajną.
Dzięki swoim rozległym zainteresowaniom i wiedzy, Servet został nazwany przez pewnego historyka „jednym z najtęższych umysłów w dziejach, człowiekiem, który przyczynił się do rozwoju wiedzy".

## Spotkania z Kalwinem
Mieszkając w Paryżu, Servet prawdopodobnie po raz pierwszy spotkał Jana Kalwina. Obaj byli wtedy jeszcze dość młodymi ludźmi. Wkrótce stali się swoimi największymi adwersarzami. Gdy w Vienne zajmował się drukiem swoich dzieł na temat Trójcy Kalwin postanowił poprzez kardynała de Tournona wydać Serveta w ręce katolickich inkwizytorów. 
Udało mu się jednak zbiec z więzienia (katoliccy inkwizytorzy ostatecznie spalili na stosie symbolicznie jego kukłę), lecz gdy przybył do Genewy, gdzie Kalwin i jego zwolennicy sprawowali autorytarne rządy, został rozpoznany i ponownie wtrącony do więzienia pod zarzutem bluźnierstwa. Wytoczono mu proces, podczas którego prowadził z Kalwinem dysputy na temat wiary. Ostatecznie Servet został skazany na śmierć. Pokornie prosił o wykonanie wyroku przez ścięcie mieczem uważając, że męczarnie mogłyby doprowadzić go do zwątpienia, i tym samym zgubić jego duszę. Został jednak skazany na spalenie na stosie. Na głowę nałożono mu wieniec nasączony siarką. Do słupa został przywiązany żelaznym łańcuchem, a szyję przewiązano grubym sznurem. Na stos wykorzystano drwa świeżego drzewa dębowego jeszcze z liśćmi, które ułożono w pewnej odległości od słupa co spowodowało wydłużenie jego cierpień. 
Według niektórych historyków był on jedynym dysydentem spalonym dwukrotnie: symbolicznie przez katolików i dosłownie przez protestantów.

## Reakcje na śmierć Serveta
Śmierć Serveta wywołała wiele protestów w Europie, stała się koronnym argumentem dla zwolenników wolności religijnej, którzy poczęli się domagać, aby nikogo więcej nie zabito z powodu innych przekonań religijnych. Na przykład włoski poeta Camilo Renato, pisząc o postępowaniu Kalwina, stwierdził: „Ani Bóg, ani Jego duch nie wskazał takiego postępowania. Chrystus nie traktował w ten sposób ludzi, którzy się z nim nie zgadzali”. Natomiast francuski humanista Sebastien Castellion pisał: „Zabicie człowieka nie jest obroną doktryny, tylko zabiciem człowieka”. Także sam Servet powiedział: „Skazywanie ludzi na śmierć tylko dlatego, iż błędnie tłumaczą jakąś naukę biblijną, to moim zdaniem poważna sprawa; przecież wiadomo, że nawet wybrani mogą zostać wprowadzeni w błąd”. 

 Książka „Michael Servetus – Intellectual Giant, Humanist, and Martyr” (Michał Servet – wielki umysł, humanista i męczennik) podaje: „Śmierć Serveta była punktem zwrotnym w ideologii i mentalności dominującej od IV wieku. (...) Z historycznego punktu widzenia Servet zginął po to, by każdy obywatel współczesnego społeczeństwa zyskał prawo do wolności sumienia”.
We francuskiej miejscowości Annemasse, 5 kilometrów od miejsca stracenia Serveta, stoi od 1908 roku pomnik ku jego czci. Widnieje na nim napis o treści: „Michael Servet, (...) geograf, lekarz, fizjolog, przyczynił się do pomyślności ludzi przez swe odkrycia naukowe, poświęcenie dla chorych i ubogich oraz przez bezkompromisowość w myśleniu i w kwestiach sumienia. (...) Niewzruszenie trwał przy swoich przekonaniach. W obronie prawdy złożył w ofierze życie”.

## Dzieła
- De Trinitatis Erroribus (1531)
- Dialogorum de Trinitate (1532)
- Claudii Ptolemaeii Alexandrinii Geographicae (1535)
- In Leonardum Fucsium Apologia (1536)
- Syruporum universia ratio (1537)
- Michaelis Villanovani in quedam medicum apologetica disceptatio pro Astrologia (1538)
- Biblia sacra ex Santes Pagnini tralatione, hebraist (1542)
- Biblia sacra ex postremis doctorum (1542)
- Biblia Sacra cum Glossis(1545)
- Cristianismi Restitutio (1553)
- Manuscript de Paris (niedatowany)